# آیرانجی
آیرانجی (به ترکی استانبولی: Ayrancı) یک منطقهٔ مسکونی در ترکیه است که در استان قرامان واقع شده‌است. آیرانجی ۱٬۱۱۸ متر بالاتر از سطح دریا واقع شده‌است.